# 111. brigada (Hrvaška vojska)
Za druge 111. brigade glejte 111. brigada.
111. brigada je bila pehotna brigada v sestavi Hrvaške vojske.

## Razvoj
- 111. brigada Zbora narodne garde (111. brigada Zbora narodne garde)
- 111. brigada Hrvaške vojske (111. brigada Hrvatske vojske)
- 111. motorizirana brigada Hrvaške vojske (111. motorizirana brigada Hrvatske vojske)
- Taktična skupina 111 (Taktična grupa 111; TG-111)
- 111. pehotna brigada (111. pješačka brigada Hrvatske vojske)
- preimenovana v 638. pehotno brigado

## Zgodovina
Brigada je bila ustanovljena 2. julija 1991 kot del Zbora narodne garde. 
Julija 1992 je bil večji del brigade demobiliziran (2. in 3. bataljon) in tako je bila brigada reorganizirana v taktično skupino. Po vrnitvi iz vzhodnoslavonskega bojišča (Posavina) je bil taktična skupina preoblikovana v 111. motorizirano brigado, ki je opravljalo nalogo šolske enote, saj je izvajalo temeljno in specialistično usposabljanje. Kot taka pa se je vseeno udeležila dveh operacij: Blisk in Nevihta.
V začetku leta 2000 je bila brigada preimenovana v 638. pehotno brigado.
V času obstoja brigade je v njej služilo okoli 9.000 vojakov; po reorganizaciji v šolsko enoto pa so tu usposobili 17.000 vojakov. V bojih je brigada izgubila 53 padlih in 282 ranjenih pripadnikov.
26. maja 2006 je bila brigada odlikovana s redom Nikole Šubića Zrinskega.

## Organizacija
- štab
- 1. bataljon
- 2. bataljon
- A bataljon
- inženirski vod

## Poveljstvo
Poveljnik
- brigadni general Sergio Rabar (2. julij 1991-?)
- stožerni brigadir Cvetko Šare (?-?)
- brigadir Ivica Nekić
- bojnik/pukovnik Nikola Škunca (1994-?)
- bojnik Boris Deković (?-?)